# Roberto Muniz
Roberto de Oliveira Muniz (Salvador, 23 de novembro de 1963) é um engenheiro e político brasileiro, filiado ao Partido Progressista (PP). Presidiu a Associação Brasileira das Concessionárias Privadas de Serviços Públicos de Água e Esgoto (ABCON).
Foi secretário do Trabalho e Ação Social da Bahia, entre 2001 e 2002, no governo César Borges. Já na gestão de Jaques Wagner, assumiu a secretaria da Agricultura, Irrigação e Reforma Agrária do Estado da Bahia, de 2008 a 2010. Em 2010, foi eleito primeiro suplente de Walter Pinheiro, para o Senado Federal.
Assumiu o mandato de senador, após a nomeação de Walter Pinheiro, como secretário da Educação da Bahia, pelo governador Rui Costa.
Em dezembro de 2016, votou a favor da PEC do Teto dos Gastos Públicos. Em julho de 2017 votou a favor da reforma trabalhista.